# George Fox
George Fox, angleški krivoverec in ustanovitelj kvekerjev, * julij 1624, Drayton-in-the-Clay, Leicestershire, Anglija, † 13 . januar 1691, London, Anglija.
Sin tkalca iz Leicestershirea je živel v času družbenih pretresov in vojn. Verskim in političnim oblastem se je uprl tako, da je predlagal nenavaden, dosleden pristop do krščanske vere. Potoval je po vsej Veliki Britaniji kot krivoverni pridigar, opravil je na stotine ozdravitev in pogosto so ga preganjale neodobravajoče oblasti. Leta 1669 se je poročil z Margaret Fell, vdovo bogatega podpornika Thomasa Fella. Njegovo ministrstvo se je razširilo in potoval je po Severni Ameriki in Nizozemskih deželah. Zaradi svojih prepričanj je bil večkrat aretiran in zaprt. V zadnjem desetletju življenja je deloval v Londonu, da bi organiziral širitveno gibanje kvekerjev. Kljub zaničevanju nekaterih anglikancev in puritancev sta ga spreobrnjen kveker William Penn in Oliver Cromwell spoštovala.